# 中国2010年上海世界博览会石油馆

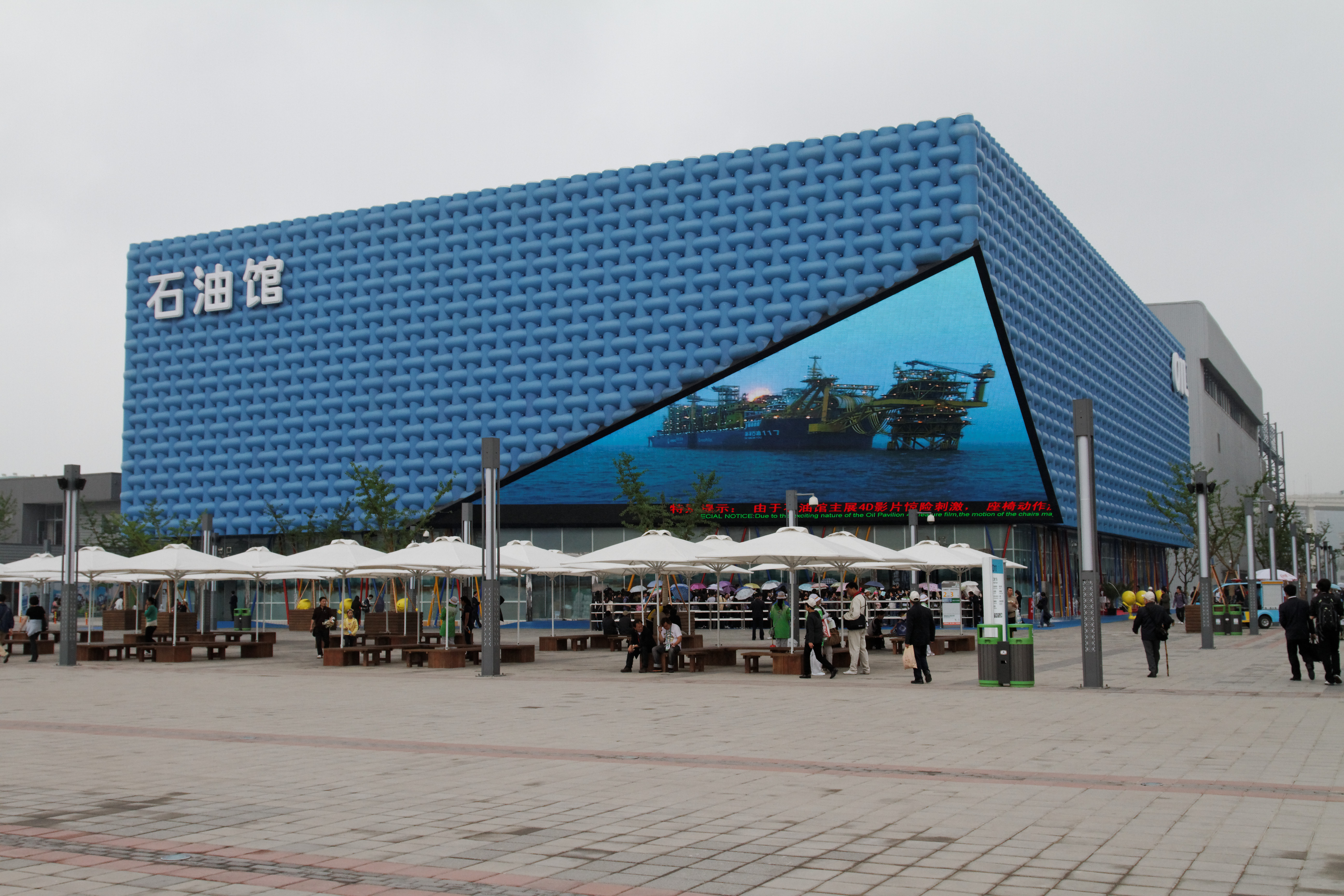
石油馆

中国2010年上海世界博览会石油馆，简称石油馆（英文：Oil Pavilion at Expo 2010），是中国2010年上海世界博览会的一个企业馆，位于世博园区D片区。该展馆的主题为“石油，延伸城市梦想”，其展馆的企业特别日为7月30日，吉祥物为“油宝宝”。该展馆分为预展、主展和尾展三个部分，其中主展区放映4D电影《石油梦想》，讲述关于石油的故事。尾展区以“石油之火点燃七彩生活”为主题。